# Plongeon aux Jeux olympiques de la jeunesse d'été de 2010
Navigation
Édition suivante
La plongeon aux jeux olympiques de la jeunesse d'été de 2010 a eu lieu au Toa Payoh Swimming Complex à Singapour du 21 au 24 août et se composait des épreuves du tremplin de 3 mètres et la plate-forme de 10 mètres pour les garçons et les filles. Il y avait 48 concurrents au total.

## Qualification
Les neuf premiers plongeurs classés dans chacune des quatre épreuves assurent leur qualification pour participer à leurs épreuves de plongeon. Toutefois, chaque pays ne peut avoir qu'un garçon et une fille pour représenter leur CNO.
| Nation        | Plongeon Individuel | Plongeon Individuel | Plongeon Individuel | Plongeon Individuel |          |          |
| Nation        | 3 m garçons         | 10 m garçons        | 3 m filles          | 10 m filles         | Quota(s) | Athlètes |
| ------------- | ------------------- | ------------------- | ------------------- | ------------------- | -------- | -------- |
| Arménie       | 1                   |                     |                     |                     | 1        | 1        |
| Australie     |                     |                     | 1                   | 1                   | 2        | 1        |
| Brésil        | 1                   |                     |                     | 1                   | 2        | 2        |
| Canada        |                     | 1                   | 1                   | 1                   | 3        | 2        |
| Chine         | 1                   | 1                   | 1                   | 1                   | 4        | 2        |
| Colombie      | 1                   |                     |                     |                     | 1        | 1        |
| Cuba          | 1                   |                     |                     |                     | 1        | 1        |
| France        |                     |                     | 1                   |                     | 1        | 1        |
| Allemagne     |                     | 1                   |                     | 1                   | 2        | 2        |
| Royaume-Uni   | 1                   | 1                   |                     | 1                   | 3        | 2        |
| Italie        | 1                   | 1                   | 1                   |                     | 3        | 2        |
| Malaisie      | 1                   | 1                   | 1                   | 1                   | 4        | 2        |
| Mexique       | 1                   | 1                   | 1                   | 1                   | 4        | 2        |
| Monaco        |                     |                     | 1                   |                     | 1        | 1        |
| Corée du Nord |                     | 1                   |                     | 1                   | 2        | 2        |
| Russie        | 1                   | 1                   | 1                   | 1                   | 4        | 2        |
| Singapour     | 1                   |                     | 1                   | 1                   | 3        | 3        |
| Ukraine       | 1                   | 1                   | 1                   | 1                   | 4        | 2        |
| États-Unis    | 1                   | 1                   | 1                   | 1                   | 4        | 2        |
| Venezuela     | 1                   | 1                   |                     |                     | 2        | 1        |
| Total: 20 CNO | 11                  | 11                  | 11                  | 11                  | 48       | 32       |

### 3mgarçons
| Plongeur              | CNO         |
| --------------------- | ----------- |
| Gevorg Papoyan        | Arménie     |
| Pedro Abreu           | Brésil      |
| Marc Sabourin-Germain | Canada      |
| Qiu Bo                | Chine       |
| Miguel Angel Reyes    | Colombie    |
| Abel Ramirez Tellez   | Cuba        |
| Thomas Daley          | Royaume-Uni |
| Tim Pyritz            | Allemagne   |
| Giovanni Tocci        | Italie      |
| Tze Liang Ooi         | Malaisie    |
| Ivan Garcia           | Mexique     |
| Han Kuan Lee Timothy  | Singapour   |
| Oleksandr Bondar      | Ukraine     |
| Michael Hixon         | États-Unis  |
| Robert Paez           | Venezuela   |

| Plongeur              | CNO           |
| --------------------- | ------------- |
| Marc Sabourin-Germain | Canada        |
| Qiu Bo                | Chine         |
| Thomas Daley          | Royaume-Uni   |
| Tim Pyritz            | Allemagne     |
| Giovanni Tocci        | Italie        |
| Tze Liang Ooi         | Malaisie      |
| Ivan Garcia           | Mexique       |
| Il Myong Hyon         | Corée du Nord |
| Oleksandr Bondar      | Ukraine       |
| Michael Hixon         | États-Unis    |
| Robert Paez           | Venezuela     |

### 3mfilles
| Plongeuse            | CNO        |
| -------------------- | ---------- |
| Hannah Thek          | Australie  |
| Pamela Ware          | Canada     |
| Liu Jiao             | Chine      |
| Fanny Bouvet         | France     |
| Kieu Duong           | Allemagne  |
| Elena Bertocchi      | Italie     |
| Pandelela Pamg       | Malaisie   |
| Teresa Vallejo       | Mexique    |
| Pauline Ducruet      | Monaco     |
| Chloe Chan           | Singapour  |
| Viktoriya Potyekhina | Ukraine    |
| Annika Lenz          | États-Unis |
| Beannelys Velasquez  | Venezuela  |

| Joueuse              | CNO           |
| -------------------- | ------------- |
| Hannah Thek          | Australie     |
| Nicoli Cruz          | Brésil        |
| Pamela Ware          | Canada        |
| Liu Jiao             | Chine         |
| Megan Sylvester      | Royaume-Uni   |
| Kieu Duong           | Allemagne     |
| Pandelela Pamg       | Malaisie      |
| Teresa Vallejo       | Mexique       |
| Ji Hyang Sin         | Corée du Nord |
| Myra Jia Wen Lee     | Singapour     |
| Viktoriya Potyekhina | Ukraine       |
| Annika Lenz          | États-Unis    |

## Programme des compétitions
| Date    | Jour     | Heure | Détails                               |
| ------- | -------- | ----- | ------------------------------------- |
| 21 août | Samedi   | 13:30 | 10 m plateforme filles éliminatoires  |
| 21 août | Samedi   | 20:30 | 10 m plateforme filles finales        |
| 22 août | Dimanche | 13:30 | 3 m tremplin garçons éliminatoires    |
| 22 août | Dimanche | 20:30 | 3 m tremplin garçons finales          |
| 23 août | Lundi    | 13:30 | 3 m tremplin filles éliminatoires     |
| 23 août | Lundi    | 20:30 | 3 m tremplin filles finales           |
| 24 août | Mardi    | 13:30 | 10 m plateforme garçons éliminatoires |
| 24 août | Mardi    | 20:30 | 10 m plateforme garçons finales       |

## Tableau des médailles
| Rang  | Nation        | Or | Argent | Bronze | Total |
| ----- | ------------- | -- | ------ | ------ | ----- |
| 1     | Chine         | 4  | 0      | 0      | 4     |
| 2     | Ukraine       | 0  | 2      | 1      | 3     |
| 3     | Malaisie      | 0  | 2      | 0      | 2     |
| 4     | Corée du Nord | 0  | 0      | 1      | 1     |
| 4     | États-Unis    | 0  | 0      | 1      | 1     |
| 4     | Mexique       | 0  | 0      | 1      | 1     |
| Total | Total         | 4  | 4      | 4      | 12    |

## Compétitions
| Compétition             | Or       | Argent           | Bronze               |
| ----------------------- | -------- | ---------------- | -------------------- |
| 3 m tremplin garçons    | Qiu Bo   | Oleksandr Bondar | Michael Hixon        |
| 10 m plateforme garçons | Qiu Bo   | Oleksandr Bondar | Ivan García          |
| 3 m tremplin filles     | Liu Jiao | Pandelela Pamg   | Viktoriya Potyekhina |
| 10 m plateforme filles  | Liu Jiao | Pandelela Pamg   | Sin Ji Hyang         |